# Delvin N'Dinga
Delvin Chanel N'Dinga (Pointe Noire, Republika Kongo, 14. ožujka 1988.) je kongoanski nogometaš koji je trenutačno bez klupskog angažmana.

## Karijera

### Klupska karijera
N'Dinga je nogometnu karijeru započeo u 2002. kongoanskom nogometnom klubu CNFF dok je u razdoblju od 2003. do 2005. nastupao za Diables Noirs. U srpnju 2005. igrač potpisuje za francuski Auxerre u kojem je najprije nastupao za B momčad da bi članom seniora postao 2008. Tada je završetkom jesenskog dijela sezone 2008./09. potpisao profesionalni ugovor s klubom. N'Dinga se u to vrijeme istaknuo u prve tri utakmice odigrane za klub, posebice u 2:0 pobjedi protiv Lyona.
Tijekom sezone 2009./10. Delvin N'Dinga postaje nositelj Auxerreove igre u veznom redu dok je prvi prvenstveni pogodak postigao 21. studenog 2009. u utakmici protiv AS Monaca.
Nakon odličnog početka u sezoni 2010./11. N'Dinga se teško ozljedio, a u igru se vratio početkom 2011. Auxerre je 31. kolovoza 2011. produljio ugovor s kongoanskim igračem do 2015.
U ljeto 2012. prelazi iz Auxerrea u AS Monaco. Vrijednost transfera iznosila je šest milijuna eura. S novim klubom je u sezoni 2012./13. osvojio francusku drugu ligu čime se monegaški klub vratio u elitni razred francuskog nogometa. Ipak, N'Dinga nije zadržan te je 31. prosinca 2013. poslan na posudbu u pirejski Olympiacos. S njime je postao grčki prvak te je zadržan na posudbi. U svibnju 2016. godine je N'Dinga potpisao za Lokomotiv na tri godine. Nakon godinu dana je N'Dinga prešao u turski Sivasspor.

### Reprezentativna karijera
N'Dinga je s kongoanskom reprezentacijom do 21 godine osvojio juniorski Afrički Kup nacija 2007. Članom seniorske momčadi je postao iste godine, a debitirao je 8. lipnja 2007. protiv Sudana u kvalifikacijskoj utakmici za SP 2010. u Južnoj Africi.

## Osvojeni trofeji

### Klupski trofeji
| Klub       | Trofej          | Sezona / godina |
| Francuska  | Francuska       | Francuska       |
| ---------- | --------------- | --------------- |
| AS Monaco  | Ligue 2         | 2012./13.       |
| Grčka      |                 |                 |
| Olympiacos | Grčka Superliga | 2013./14.       |

## Vanjske poveznice
|  | Zajednički poslužitelj ima još gradiva o temi Delvin N'Dinga |